# Yécora (Sonora)
Yécora é um município do estado de Sonora, no México.